# Büchereiperspektiven
Die Büchereiperspektiven sind eine österreichische bibliothekarische Fachzeitschrift in deutscher Sprache und werden vom Büchereiverband Österreichs herausgegeben. Die Zeitschrift wurde 1984 gegründet und erscheint zweimal im Jahr. 
Neben einem Schwerpunktthema je Ausgabe informiert die Zeitschrift zu unterschiedlichen Themen der bibliothekarischen Fachwelt, wobei der Fokus auf die Zielgruppe des öffentlichen Bibliothekswesens gelegt wird. Informationen zum Aus- und Fortbildungsangebot des Büchereiverbandes Österreichs werden ebenso publiziert wie, Tagungsberichte und Rezensionen bibliothekarischer Fachliteratur.
Seit 2005 erscheinen die Büchereiperspektiven auch in einer elektronischen Ausgabe.